# Sesgo de normalidad
El sesgo de normalidad, parálisis de análisis o efecto avestruz es una tendencia distorsionada de las personas a creer que las cosas siempre funcionarán de la manera en que normalmente han funcionado y por lo tanto a subestimar tanto la probabilidad de un desastre como sus posibles efectos. Esto puede dar lugar a situaciones en las que las personas individualmente no se preparan adecuadamente para los desastres y en escala mayor da lugar al fracaso de los gobiernos para incluir a la población en los preparativos para desastres. Según los informes, alrededor del 70% de las personas muestran un sesgo de normalidad durante un desastre.

## Etapas
En 2008 se plantean patrones de respuesta, que son comunes en las personas en los desastres y muestran tres fases de respuesta: negación, deliberación y el momento decisivo. En la fase llamada "negación", se descubrió que era probable que las personas negaran que estaba ocurriendo un desastre. Toma tiempo para que el cerebro procese la información y reconozca que un desastre es una amenaza. En la fase de "deliberación", la gente tiene que decidir qué hacer. Si una persona no tiene un plan establecido, esto causa un problema grave debido a los efectos del estrés que amenaza la vida en el cuerpo (por ejemplo, visión en túnel, exclusión de audio, dilataciones del tiempo, experiencias fuera del cuerpo o habilidades motoras reducidas) limitar la capacidad de un individuo para percibir información y hacer planes. Ripley afirma que en la tercera y última fase, el "momento decisivo", una persona debe actuar con rapidez y decisión. El no hacerlo puede resultar en lesiones o la muerte. Cuanto más rápido alguien pueda superar las fases de negación y deliberación, más rápido llegará al momento decisivo y comenzará a actuar.

## Efectos
El "efecto avestruz" puede manifestarse en varios desastres, que van desde accidentes automovilísticos hasta eventos históricos mundiales. El estrés ralentiza el procesamiento de la información, y cuando el cerebro no puede encontrar una respuesta aceptable a una situación, se produce una fijación en una solución única predeterminada. La falta de preparación para los desastres a menudo conduce a refugios, suministros y planes de evacuación inadecuados. Por lo tanto, el sesgo de normalidad puede hacer que las personas subestimen drásticamente los efectos del desastre y asuman que todo saldrá bien. Los efectos negativos del sesgo de normalidad se pueden combatir a través de las cuatro etapas de la respuesta al desastre: preparación, advertencia, impacto y consecuencias.
El sesgo de normalidad también se ha denominado parálisis de análisis, el "efecto avestruz"  y pánico negativo. Lo opuesto al sesgo de normalidad es la reacción exagerada, o el peor de los casos de sesgo,  en el que las pequeñas desviaciones de la normalidad se tratan como señales de una catástrofe inminente.

## Causas
El "efecto avestruz" puede ser causado en parte por la forma en que el cerebro procesa nuevos datos. La investigación sugiere que, incluso cuando el cerebro está en calma, tarda entre 8 y 10 segundos en procesar la nueva información. El estrés ralentiza el proceso y cuando el cerebro no puede encontrar una respuesta aceptable a una situación, se fija en una solución única y predeterminada, que puede ser correcta o no. Una razón evolutiva para esta respuesta podría ser que la parálisis "hacerse el muerto" le da a un animal una oportunidad de sobrevivir a un ataque y es menos probable que los depredadores vean presas que no se mueven..
Las personas que promueven escenarios apocalípticos futuros, han citado el sesgo de normalidad como una razón principal por la que otros se burlan de sus pronunciamientos. Por ejemplo, los sobrevivientes que temen que Estados Unidos pronto descienda al totalitarismo, citan el sesgo de normalidad como la razón por la cual la mayoría de los estadounidenses no comparten sus preocupaciones. Del mismo modo, los cristianos fundamentalistas usan el sesgo de normalidad para explicar por qué otros se burlan de sus creencias sobre el "Fin de los tiempos".

## Sesgo cognitivo
Un sesgo cognitivo es un error repetitivo o básico en pensar, evaluar, recordar y otros procesos cognitivos. Es decir, un patrón de desviación de los estándares en el juicio, por el cual las inferencias se pueden crear sin razón. Las personas crean su propia realidad social subjetiva, a partir de sus propias percepciones, su visión del mundo puede dictar su comportamiento. Por lo tanto, los sesgos cognitivos a veces pueden conducir a una distorsión perceptiva, juicio impreciso, interpretación ilógica o lo que en general se llama irracionalidad.